# Império Toledo de Futebol
Império Toledo de Futebol foi um clube-empresa de futebol brasileiro da cidade de Toledo, no Paraná. Apos mudar sua sede para a cidade de São José dos Pinhais, mudou o nome para Império do Futebol. Suas cores eram o amarelo e o preto.

## História
Fundado em 1999 como uma empresa (“Império do Atleta de Futebol Ltda.”), com sede em Curitiba, pelo empresário e ex-futebolista Aurélio Almeida, em 1 de março de 2002 foi transformado num clube de futebol, fixando sede na cidade de Toledo, no interior do Paraná. Sua principal conquista foi em 2004, quando conquistou o acesso para primeira divisão do Campeonato Paranaense de Futebol. Em 2005 mudou de cidade, indo para São José dos Pinhais e assumiu o nome de "Império do Futebol". Neste mesmo ano foi rebaixado para a segunda divisão, mas fechou as portas em 2006 por causa de dívidas milionárias com atletas, fornecedores e entidades. 
Seus jogos, com mando do Império do Futebol, foram realizados no Estádio Érton Coelho de Queiroz, enquanto os treinamentos eram realizados no Estádio do Pinheirão.
Um dos diretores técnicos do clube foi o ex-goleiro da Seleção Brasileira, Valdir Peres.

## Empresário
Aurélio Almeida, conhecido por Índio quando jogador, nasceu em 1962 em Nonoai no Rio Grande do Sul. Foi jogador do Sport Club Internacional, do Sociedade Esportiva e Recreativa Caxias do Sul e também jogou em clubes da Bolívia, Chile, Equador e México. Após encerrar a carreira de futebolista, por um breve período, foi treinador em clubes no México, chegando a comandar a Seleção Belizenha de Futebol e a Seleção Arubana de Futebol.
Em 1992, abandonou a profissão de técnico para transformar-se em empresário, criando a “A. A. Miami Soccer Corporation”, com sede em Miami, nos Estados Unidos da América.
Em 1999, criou a empresa “Império do Atleta de Futebol Ltda.” com sede em Curitiba e comprou, em 2002 por R$ 260 mil, o Grêmio Maringá. Em 2002 fundou o Império Toledo de Futebol e em 2005 criou o Real Brasil Clube de Futebol (originalmente um clube paranaense).
Mergulhado em dívidas milionárias, foi condenado à prisão em 2003 por estelionato e usurpação de função pública. Um fato inusitado foi quando em 2004, cumprindo pena na Colônia Penal Agrícola, em Piraquara, levou um dos seus clubes, o Grêmio Maringá, para um jogo treino dentro do complexo penal com o time dos detentos. O resultado foi de 6 a 0 para o Grêmio.

## Escudos

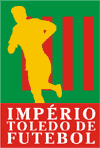
Escudo original

Escudo Atual